# Falmouth Stakes
Groupe 1
Les Falmouth Stakes est une course hippique de plat se déroulant au mois de juillet sur l'hippodrome de Newmarket, en Angleterre.
C'est une course de groupe I réservée aux chevaux pouliches et juments de 3 ans et plus. Elle se court sur environ 1 600 mètres. L'allocation s'élève à 200 000 £ (environ 280 000 €).
La première édition remonte à 1911 et porte le nom d'un grand éleveur/propriétaire du XIXe siècle, le vicomte de Falmouth. Réservée aux seules pouliches de 3 ans jusqu'en 1973, et a acquis le statut de groupe 1 en 2004.

## Palmarès depuis 1987
| Année                         | Vainqueur          | Âge | Pays        | Père              | Jockey               | Entraîneur           | Propriétaire                       | Temps   |
| ----------------------------- | ------------------ | --- | ----------- | ----------------- | -------------------- | -------------------- | ---------------------------------- | ------- |
| 2025                          | Cinderella's Dream | 4   | Royaume-Uni | Shamardal         | William Buick        | Charlie Appleby      | Godolphin                          | 1'37"89 |
| 2024                          | Porta Fortuna      | 3   | Irlande     | Caravaggio        | Ryan Moore           | Donnacha O'Brien     | Medallion, Weston, Fowler & Reeves | 1'37"68 |
| 2023                          | Nashwa             | 4   | Royaume-Uni | Frankel           | Hollie Doyle         | John & Thady Gosden  | Imad Al Sagar                      | 1'39"52 |
| 2022                          | Prosperous Voyage  | 3   | Royaume-Uni | Zoffany           | Rob Hornby           | Ralph Beckett        | Marc Chan & Andrew Rosen           | 1'36"03 |
| 2021                          | Snow Lantern       | 3   | Royaume-Uni | Frankel           | Sean Levey           | Richard Hannon, Jr.  | Rockcliffe Stud                    | 1'35"93 |
| 2020                          | Nazeef             | 4   | Royaume-Uni | Invincible Spirit | Jim Crowley          | John Gosden          | Hamdan Al Maktoum                  | 1'40"14 |
| 2019                          | Veracious          | 4   | Royaume-Uni | Frankel           | Oisin Murphy         | Michael Stoute       | Cheveley Park Stud                 | 1'35"89 |
| 2018                          | Alpha Centauri     | 3   | Irlande     | Mastercraftsman   | Colm O'Donoghue      | Jessica Harrington   | Famille Niarchos                   | 1'37"45 |
| 2017                          | Roly Poly          | 3   | Irlande     | War Front         | Ryan Moore           | Aidan O'Brien        | Smith / Tabor / Magnier            | 1'36"01 |
| 2016                          | Alice Springs      | 3   | Irlande     | Galileo           | Ryan Moore           | Aidan O'Brien        | Smith / Tabor / Magnier            | 1'34"42 |
| 2015                          | Amazing Maria      | 4   | Royaume-Uni | Mastercraftsman   | James Doyle          | David O'Meara        | Robert Ogden                       | 1'42"05 |
| 2014                          | Integral           | 4   | Royaume-Uni | Dalakhani         | Ryan Moore           | Michael Stoute       | Cheveley Park Stud                 | 1'37"52 |
| 2013                          | Elusive Kate       | 4   | Royaume-Uni | Elusive Quality   | William Buick        | John Gosden          | Teruya Yoshida                     | 1'40"54 |
| 2012                          | Giofra             | 4   | France      | Dansili           | Christophe Soumillon | Alain de Royer-Dupré | Haras de la Perelle                | 1'42"14 |
| 2011                          | Timepiece          | 4   | Royaume-Uni | Zamindar          | Tom Queally          | Henry Cecil          | Khalid Abdullah                    | 1'41"06 |
| 2010                          | Music Show         | 3   | Royaume-Uni | Noverre           | Richard Hughes       | Mick Channon         | J. Abdullah                        | 1'36"76 |
| 2009                          | Goldikova          | 4   | France      | Anabaa            | Olivier Peslier      | Freddy Head          | Wertheimer & Frère                 | 1'36"21 |
| 2008                          | Nahoodh            | 3   | Royaume-Uni | Clodovil          | Lanfranco Dettori    | Mark Johnston        | Hamdan Al Maktoum                  | 1'38"60 |
| 2007                          | Simply Perfect     | 3   | Royaume-Uni | Danehill          | Johnny Murtagh       | Jeremy Noseda        | Smith / Tabor / Magnier            | 1'37"14 |
| 2006                          | Rajeem             | 3   | Royaume-Uni | Diktat            | Kerrin McEvoy        | Clive Brittain       | Saeed Manana                       | 1'40"89 |
| 2005                          | Soviet Song        | 4   | Royaume-Uni | Marju             | Johnny Murtagh       | James Fanshawe       | Elite Racing Club                  | 1'38"99 |
| 2004                          | Soviet Song        | 4   | Royaume-Uni | Marju             | Johnny Murtagh       | James Fanshawe       | Elite Racing Club                  | 1'36"11 |
| Éditions labellisées Groupe 2 |                    |     |             |                   |                      |                      |                                    |         |
| 2003                          | Macadamia          | 4   | Royaume-Uni | Classic Cliche    | Jamie Spencer        | James Fanshawe       | Baron Vestey                       | 1'38"11 |
| 2002                          | Tashawak           | 3   | Royaume-Uni | Night Shift       | Richard Hills        | John L. Dunlop       | Hamdan Al Maktoum                  | 1'38"05 |
| 2001                          | Proudwings         | 5   | Royaume-Uni | Dashing Blade     | Yutaka Take          | Ralf Suerland        | Hyperion Breeding                  | 1'38"73 |
| 2000                          | Alshakr            | 3   | Royaume-Uni | Bahri             | Richard Hills        | Ben Hanbury          | Hamdan Al Maktoum                  | 1'39"70 |
| 1999                          | Ronda              | 3   | France      | Bluebird          | Dominique Bœuf       | Carlos Laffon-Parias | Dario Hinojosa                     | 1'37"49 |
| 1998                          | Lovers Knot        | 3   | Royaume-Uni | Groom Dancer      | John A. Reid         | Sir Michael Stoute   | Cheveley Park Stud                 | 1'35"53 |
| 1997                          | Ryafan             | 3   | Royaume-Uni | Lear Fan          | Pat Eddery           | John Gosden          | Khalid Abdullah                    | 1'38"43 |
| 1996                          | Sensation          | 3   | France      | Soviet Star       | Michael Kinane       | Christiane Head      | Cheikh Al Maktoum                  | 1'37"53 |
| 1995                          | Caramba            | 3   | Royaume-Uni | Belmez            | Michael Roberts      | Richard Hannon       | Comte de Carnarvon                 | 1'40"17 |
| 1994                          | Lemon Soufflé      | 3   | Royaume-Uni | Salse             | Lester Piggott       | Richard Hannon       | Comte de Carnarvon                 | 1'41"30 |
| 1993                          | Niche              | 3   | Royaume-Uni | Risk Me           | Lester Piggott       | Richard Hannon       | Comte de Carnarvon                 | 1'37"08 |
| 1992                          | Gussy Marlowe      | 4   | Royaume-Uni | Final Straw       | Michael Roberts      | Clive Brittain       | Mrs John van Geest                 | 1'40"24 |
| 1991                          | Only Yours         | 3   | Royaume-Uni | Aragon            | Michael Roberts      | Richard Hannon       | Mrs M. Butcher                     | 1'40"43 |
| 1990                          | Chimes of Freedom  | 3   | Royaume-Uni | Private Account   | Steve Cauthen        | Henry Cecil          | Stávros Niárchos                   | 1'37"05 |
| 1989                          | Magic Gleam        | 3   | Royaume-Uni | Danzig            | Pat Eddery           | Alex Scott           | Maktoum Al Maktoum                 | 1'37"50 |
| 1988                          | Inchmurrin         | 3   | Royaume-Uni | Lomond            | Paul Eddery          | Geoff Wragg          | Sir Philip Oppenheimer             | 1'42"92 |
| 1987                          | Sonic Lady         | 4   | Royaume-Uni | Nureyev           | Walter Swinburn      | Michael Stoute       | Cheikh Al Maktoum                  | 1'38"09 |
| 1986                          | Sonic Lady         | 3   | Royaume-Uni | Nureyev           | Walter Swinburn      | Michael Stoute       | Cheikh Al Maktoum                  | 1'37"45 |